# Степанов, Сергей Игоревич
Серге́й И́горевич Степа́нов (рум. Serghei Stepanov; род. 3 сентября 1984, Тирасполь, МССР, СССР) — молдавский музыкант и композитор, участник группы «SunStroke Project».

## Биография
В детстве играл в школьных музыкальных коллективах и мечтал стать известным саксофонистом. В 2005 году Сергей Степанов окончил Приднестровский Высший музыкальный колледж в городе Тирасполе. После окончания колледжа он проходил срочную военную службу в Приднестровье, где и познакомился с Антоном Рагозой. Знакомство переросло в группу «Sunstroke», которая на сегодняшний день известна публике как «SunStroke Project».

### SunStroke Project
В составе группы выступал на конкурсе песни «Евровидение 2010» в Осло, где в финале SunStroke Project заняла 22 место. После конкурса Сергей Степанов, благодаря экстравагантной внешности и движениям на сцене, стал известен в сети Интернет как Epic Sax Guy. На YouTube выложена масса роликов с зацикленным воспроизведением саксофонного проигрыша и видеорядом с танцующим Сергеем, пародиями или ремиксами.
В 2014 году выступление Сергея на «Евровидении-2010» года попало в Книгу Рекордов «Eurovision» с самыми зрелищными моментами этого песенного состязания разных лет. В 2017 году группа снова выступала на «Евровидении» с песней «Hey Mamma», заняв 3-е место. Многие мировые таблоиды писали «Epic Sax Guy вернулся», в Интернете появились новые многочасовые нарезки его танца. По возвращении с конкурса в Молдавию Президентом страны была вручена высшая государственная награда — Орден Почёта.
В мае 2018 года Epic Sax Guy совместно с Антоном Рагозой и Carnival Brain записали клип «In memory of Tim Bergling. Avicii — Levels», который посвящен памяти шведского диджея и музыкального продюсера Avicii.

#### Epic Sax-off
В апреле 2015 года вышла 26 серия 2 сезона мультфильма Angry Birds Toons, которая называлась Epic Sax-off. Одним из героев стал персонаж в образе Сергея Степанова с Евровидения 2010 года.

### Семья
- Жена — Ольга Делеу[19]
- Сын — Михаил[20]

## Награды
- Орден Почёта (май 2017 год)[13]

## Примечание
1. ↑  Светлана КОТЕЛЬНИКОВА (10 декабря 2010). МЕЧТЫ ИМЕЮТ ОСОБЕННОСТЬ СБЫВАТЬСЯ. pridnestrovie-daily.net. Архивировано 17 октября 2014. Дата обращения: 12 октября 2014.
2. ↑  Степанов Сергей. Дата обращения: 1 июня 2013. Архивировано 2 июня 2013 года.
3. ↑  Epic Sax Guy выступил в финале «Евровидения-2017». Газета.Ru. Дата обращения: 18 мая 2018. Архивировано 5 мая 2018 года.
4. ↑  SunStroke Project, Olia Tira & Epic Sax Guy – вторая волна интернет-феномена. 9 ноября 2011. Архивировано 3 июня 2022. Дата обращения: 19 мая 2013.
5. ↑  Epic Sax Guy выступил в финале «Евровидения-2017». gazeta.ru. Дата обращения: 17 марта 2018. Архивировано 17 марта 2018 года.
6. ↑  Саксофонист из Молдовы попал в Книгу рекордов Евровидения. kp.md. Дата обращения: 18 мая 2018. Архивировано 18 мая 2018 года.
7. ↑  Саксофонист «Sun Stroke Project» попал в Книгу Рекордов «Eurovision» – его видео посмотрели 59 миллионов пользователей!!! (ВИДЕО). noi.md. 8 мая 2014. Архивировано 3 сентября 2014. Дата обращения: 30 августа 2014.
8. ↑  В сети появилась 10-часовая версия танца Epic Sax Guy из Sunstroke Project. Дата обращения: 11 мая 2017. Архивировано 15 мая 2017 года.
9. ↑  Eurivision в Твиттер. twitter.com. Дата обращения: 12 мая 2017. Архивировано 25 декабря 2017 года.
10. ↑  "Epic sax guy" вернулся: 10-минутный танец саксофониста из Sunstroke Project набирает популярность в Сети. kp.md. Дата обращения: 12 мая 2017. Архивировано 11 мая 2017 года.
11. ↑  The Telegraph: Танец саксофониста из Sunstroke Project стал вирусным. bloknot-moldova.md. Дата обращения: 12 мая 2017. Архивировано 13 мая 2017 года.
12. ↑  Финал «Евровидения-2017»: Спасибо, Sunstroke Project, за 3 место! kp.md. Дата обращения: 16 мая 2017. Архивировано 16 мая 2017 года.
13. 1 2  За достойное выступление на "Евровидении" ребята из Sunstroke Project удостоились наград. golos.md. Дата обращения: 17 мая 2017. Архивировано 29 мая 2017 года.
14. ↑  Игорь Додон наградил членов группы SunStroke Project Орденами Почета. moldova-today.com (17 мая 2017). Дата обращения: 17 мая 2017. Архивировано 21 мая 2017 года.
15. ↑  Музыканты группы SunStroke Project получили Ордена Почета. presedinte.md. Дата обращения: 31 мая 2017. Архивировано 31 мая 2017 года.
16. ↑  В Молдове записали песню в память о ди-джее Avicii. point.md (8 мая 2018). Дата обращения: 18 мая 2018. Архивировано 18 мая 2018 года.
17. ↑  Epic Sax-Off. imdb.com. Дата обращения: 17 марта 2018. Архивировано 18 мая 2018 года.
18. ↑  Epic Sax-Off. angrybirds.wikia.com. Дата обращения: 17 марта 2018. Архивировано 17 марта 2018 года.
19. ↑  Александра БАТАНОВА (29 мая 2014). Саксофонист из SunStroke Project женится. Комсомольская правда. Архивировано 4 сентября 2014. Дата обращения: 30 августа 2014.
20. ↑  Ребята из SunStroke Project - кто они? moldovenii.md. Дата обращения: 29 мая 2017. Архивировано 25 декабря 2017 года.